# Maják Thirty Mile Point
Maják Thirty Mile Point (anglicky Thirty Mile Point Light) je maják na jižním břehu jezera Ontario v okrese Niagara Country ve státě New York, je součástí státního parku Golden Hill State Park, který je přístupný veřejnosti.

## Historie
Své jméno dostal proto, že se jedná o bod 30 mil východně od řeky Niagary, v mapách označovaný jako Thirty Mile Point. V roce 1874 byly připraveny plány majáku a na zakoupeném pozemku v roce 1873 byla postavena přístupová cesta a most. Dne 28. dubna 1875 byl položen základní kámen. Maják byl postaven v roce 1875 z ručně tesaného kamene, dokončen byl pro nepřízeň počasí v lednu 1876. Do lucerny byla instalována Fresnelova čočka 3. řádu, která byla vyrobena ve Francii firmou L. Sautter & Company, a poprvé rozsvícena 27. dubna 1876. Maják byl ohrožován erozí břehů. Jako opatření bylo navrženo postavit několik protierozních zdí. V roce 1958 byly podél břehů umístěny velké balvany, které měly zpomalit erozi břehů.
V roce 1881 byl světelný zdroj přestavěn na minerální olej (petrolej) a postaven kruhový olejový sklad s kapacitou 225 galonů petroleje. V roce 1910 byl postaven druhý sklad. V roce 1904 byla postavena v blízkosti majáku stodola.
V roce 1908 byl vznesen požadavek na postavení nautofonu, který byl postaven až v roce 1921. V roce 1881 byly odděleny obydlí strážců majáku. V roce 1935 firma Delavan Construction Corporation z Buffala postavila žlutou cihlovou budovu nautofonu a přístavbu na severní straně obytné budovy. V roce 1935 byl maják elektrifikován. Petrolejová lampa byla nahrazena 500 Wattovou žárovkou a byl instalován elektromotor o výkonu 32 HP k pohonu vzduchového kompresoru pro nautofonové sirény. V roce 1958 byl maják automatizován. Dne 11. července 1998 byl v lucerně uveden do provozu nový světelný zdroj.
Kolem majáku v roce 1962 byl založen Golden Hill State Park o rozloze 378 akrů. Od roku 2001 je pnajímano druhé patro obytné budovy k týdenní letní rekreaci nebo krátkodobým pobytům v roce.
Maják je zapsán v seznamu historických amerických budov pod číslem NY-6154. V přehledu jsou k dispozici tři fotografie, do Národního registru historických míst byl zapsán 19. července 1984.

## Architektura
Věž majáku je 19 m vysoká postavena na čtvercovém půdorysu a přistavěna k dvoupatrové obytné budově se sedmi místnostmi. Světelný zdroj je ve výšce 22 m n. m.
Rohy majáku mají dekorativní hladké vápencové obložení. Původní štíty byly zdobeny ozdobnými panely a lištami. Tyto ozdobné prvky včetně ozdobných komínových hlavic byly odstraněny. Celý objekt byl postaven ve stylu vrcholné viktoriánské gotiky. stavebním materiálem byly přírodní vápencové bloky vytěžené na východním konci jezera Ontario.

## Maják v umění
Poštovní služba Spojených států vydala 17. června 1995 známku s vyobrazením majáku. Byl to jeden z pěti majáků vybraných do série poštovních známek „Lighthouses of the Great Lakes“, které v roce 1995 navrhl Howard Koslow. Na každém z Velkých jezer byl vybrán jeden maják. Kromě majáku Thirty Mile Point na Ontarijském jezeře jde o maják St Joseph na Michiganském jezeře, maják Spectacle Reef na Huronském jezeře, maják Split Rock na Hořejším jezeře a maják Marblehead (Ohio) na Erijském jezeře.

## Galerie

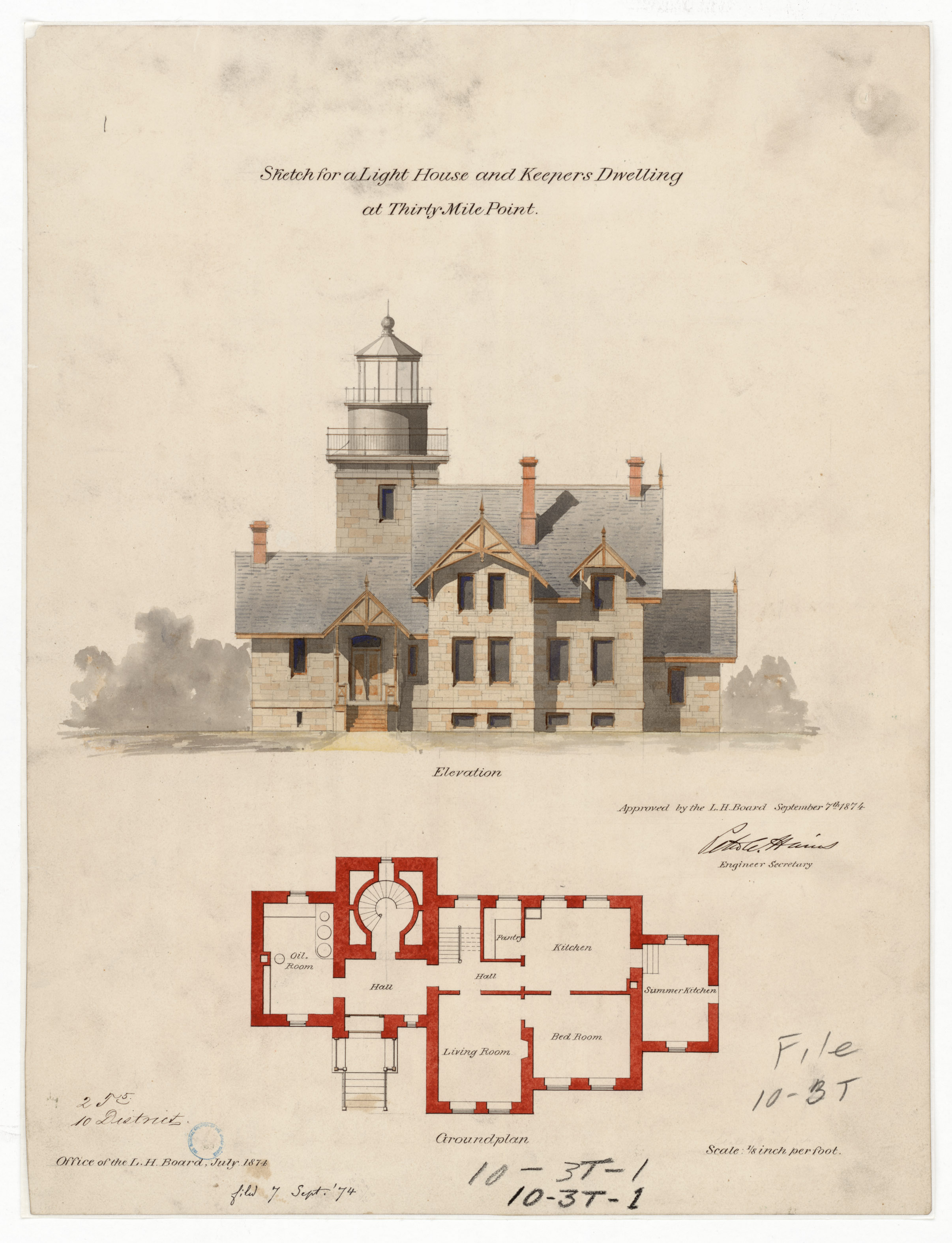
Plán majáku
Detail konstrukce štítu
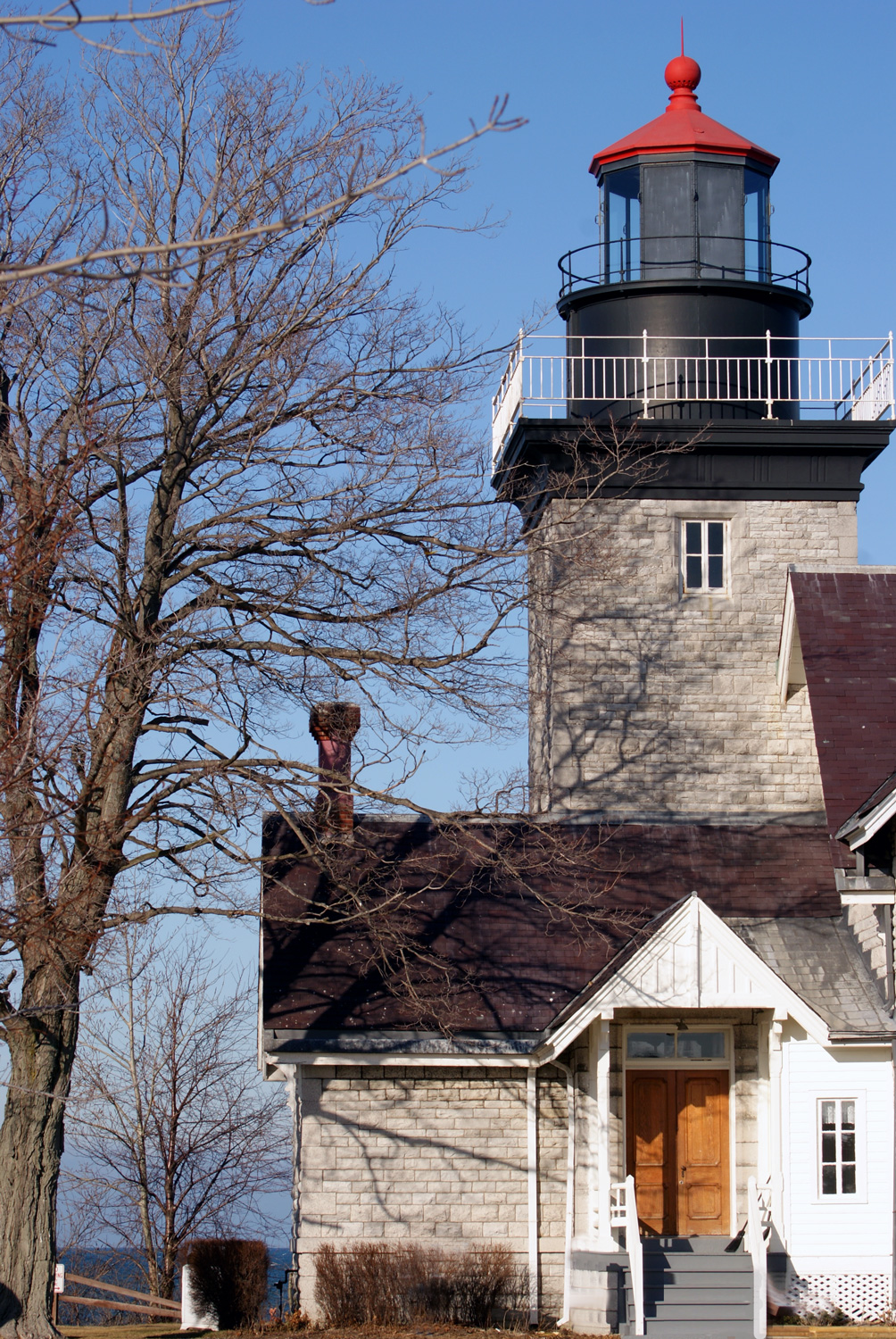
Věž majáku s ochozem a lucernou s červenou střechou
Obytný dům a maják